# Antônio Ozaí da Silva
Antônio Ozaí da Silva (* 7. November 1962 in Brasilien) ist ein brasilianischer Politikwissenschaftler.
Silva schloss 1997 seinen Master an der Pontifícia Universidade Católica de São Paulo unter der Betreuung von Maurício Tragtenberg ab. Er promovierte 2004 an der Faculdade de Filosofia, Letras e Ciências Humanas da Universidade de São Paulo unter Nelson Piletti. 2007 postdoktorierte er an der Universidade Estadual de Maringá, wo er seit 2008 als außerordentlicher Professor lehrt.
Silva steht dem Partido dos Trabalhadores nahe und gibt die Zeitschrift Revista Espaço Acadêmico heraus. In seinen Schriften befasst er sich mit neuen Sozialen Bewegungen Brasiliens.

## Schriften (Auswahl)
- História das tendéncias no Brasil: origens, cisões e propostas. Proposta Editorial, São Paulo 1987, OCLC 19120856.
- Partido de massas e partido de quadros: a social-democracia e o PT. CPV, São Paulo [1996?], OCLC 38075454.
- Maurício Tragtenberg. Militância e pedagogia libertária. Editora Unijuí, Ijuí 2008, ISBN 978-85-7429-731-6.[3]

Beiträge:
- Mit Paulo Barsotti und Luiz Bernardo Pericás: América Latina: história, crise e movimento. Núcleo Emancipação do Trabalho, Santo André / Xamã, São Paulo 1999, ISBN 85-85833-64-5.